# 余丽莉
余丽莉，美国华裔作家。2012年赢得驚奇獎最佳新作家獎。2011年凭借凭《马蜂和无政府主义蜜蜂》（The Cartographer Wasps and the Anarchist Bees）获得雨果奖最佳短篇小说奖提名以及世界奇幻奖最佳短篇小说奖提名。